# Bonbibi

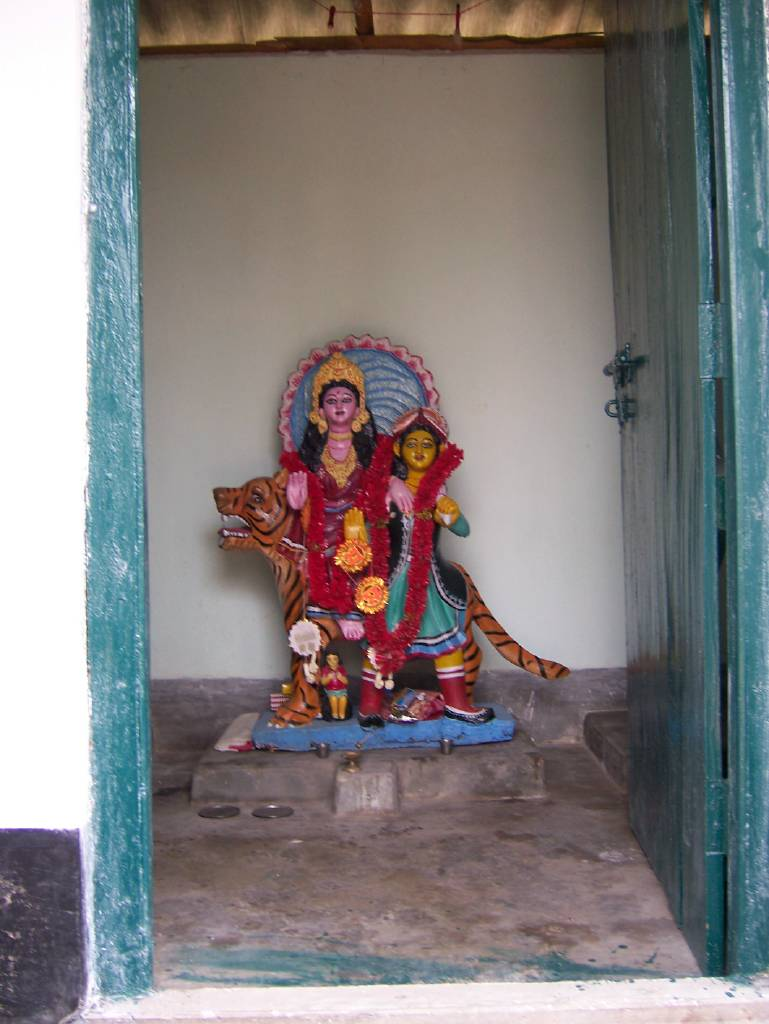
Schrein für die Schutzgöttin Bonbibi in Dobanki (März 2007)

Bonbibi (Bengalisch: বনবিবি, banbibi; übersetzt etwa: „Dschungelfrau“) ist eine regionale Schutzgottheit die in den Dörfern der Sundarbans sowohl von hinduistischen als auch moslemischen Holzfällern und Jägern verehrt wird. Sie schützt die Menschen, insbesondere Wildhonigsammler, beispielsweise vor Angriffen durch Tiger, die der Gottheit Dakshin Rai zugeordnet werden. Um diesen Schutz zu erhalten, dürfen die Menschen im Wald keine menschlichen Spuren hinterlassen. So wird etwa das Ausspucken von Speichel vermieden.